# Telipogon intis
Telipogon intis är en orkidéart som beskrevs av Lothar Alfred Braas. Telipogon intis ingår i släktet Telipogon och familjen orkidéer. Inga underarter finns listade i Catalogue of Life.